# Marie Reynier
Pour les articles homonymes, voir Reynier.
Marie Reynier, née en 1956 au Maroc, est une ingénieure et universitaire française. Professeure des universités, plusieurs fois rectrice d'académie, elle est conseillère maître à la Cour des comptes depuis le 12 novembre 2019.

## Biographie
Née au Maroc de parents espagnols, Marie Reynier est mariée à un ingénieur.

### Formation
Titulaire d'un diplôme d'ingénieure obtenu à l'École nationale supérieure d'arts et métiers en 1975 et agrégée de mécanique, elle soutient sa thèse de doctorat en vibration des structures à l'université Pierre-et-Marie-Curie en 1981.

### Carrière
Elle commence sa carrière dans le domaine de l'intelligence artificielle comme maîtresse de conférences à l'École normale supérieure de Cachan. En 1990, elle rejoint le ministère de la Recherche et de la Technologie comme chargée de mission. Nommée professeure des universités, elle devient cheffe du département de génie mécanique de l'institut universitaire de technologie de Ville-d’Avray en 1994, puis directrice de l'institut universitaire professionnalisé en génie des systèmes industriels en 1997.
En 2001, alors enseignante à l'université Paris-Nanterre, Marie Reynier est nommée directrice générale de l'École nationale supérieure d'arts et métiers. En 2006, elle devient rectrice de l'académie de la Martinique, succédant à Joëlle Le Morzellec. En 2009, alors qu'André Siganos la remplace en Martinique, elle rejoint la direction générale de l'Enseignement supérieur et de l'Insertion professionnelle (DGESIP) du ministère de l'Enseignement supérieur et de la Recherche en tant que directrice du pôle de contractualisation et de financement des établissements de formation et de recherche.
Après cette expérience en administration centrale, elle est nommée rectrice de l'académie d'Orléans-Tours en 2011, succédant à Paul Canioni. En juillet 2011, elle déclenche une vive polémique et est visée par une plainte après des propos tenus lors d'une interview accordée à La Nouvelle République dans laquelle elle indique, relevant que les résultats des élèves de la région Centre sont « quatre points inférieurs à la moyenne nationale », que « si on enlève des statistiques les enfants issus de l'immigration, nos résultats ne sont pas si mauvais ni si différents de ceux des pays européens ». Alors que le Parti socialiste dénonce des propos faisant l'amalgame entre immigration et échec scolaire, plusieurs responsables politiques demandent au ministre de l'Éducation nationale Luc Chatel de rappeler à l'ordre sa rectrice. De son côté, Marie Reynier rejette les accusations de racisme en rappelant qu'elle est elle-même fille d'immigrés espagnols.
En 2016, tandis que Katia Béguin lui succède à Orléans, elle est nommée à la tête de l'académie de Nancy-Metz, en remplacement de Gilles Pécout.
Proche de Jean-Michel Blanquer, elle est nommée conseillère et cheffe de pôle « éducation, enseignement supérieur, jeunesse et sports » au sein du cabinet du Premier ministre le 12 juin 2017. Le 12 novembre 2019, Philippe Baptiste la remplace à Matignon et elle est finalement nommée conseillère maître en service extraordinaire à la Cour des comptes.

## Décorations
- Officière de la Légion d'honneur (2013)[19]. L'insigne lui est remis par Claudine Hermann, présidente de l'association Femmes et Sciences et première femme à avoir été nommée professeure à l'École polytechnique[4].
- Officière de l'ordre national du Mérite (2008)[20]
- Commandeure de l'ordre des Palmes académiques (ex officio en tant que rectrice d'académie)